# Пракартвельська мова
Пракартвельська мова (груз. წინარექართველური ენა, латиніз.: ts'inarekartveluri ena, груз. პროტოქართველური ენა, латиніз.: p'rot'okartveluri ena) — реконструйована мова-предок усіх картвельських мов, якою говорили предки усіх сучасних картвелів. Більшість мовознавців-фахівців визнають цю гіпотезу, вони змогли реконструювати прамову за допомогою порівнянь сучасних картвельських мов. Деякі мовознавці, зокрема Герхард Детерс та Георгій Клімов також реконструювали прамову нижчого рівня, пракарто-занську прамову, предка сучасних карто-занських мов (до яких входять грузинська та занська).

## Впливи
Аблаутні закономірності пракартвельської дуже подібні на індоєвропейські, тож вважається, що пракартвельська мова мала контакт з праіндоєвропейською на ранніх етапах свого розвитку. Це також підтверджується окремими спорідненими коренями з індоєвропейською: наприклад, припускається зв'язок пракартвельського кореня *mḳerd- (груди), та праіндоєвропейського *ḱerd- (серце). Пракартвельский корінь *ṭep- (тепло) також може бути пов'язаним із праіндоєвропейським *tep- (тепло)[неякісне джерело].

## Зв'язок із нащадками
Сучасні мови-нащадки пракартвельської: грузинська, сванська, мегрельська та лазька. Аблаутні патерни пракартвельської краще збереглись у грузинській та особливо сванській, аніж у мегрельській або лазькій, у яких утворились нові форми таким чином, або в кожному словесному елементі була щонайменше одна стабільна голосна[уточнити переклад].
Система займенників у пракартвельскій вирізняється наявністю розрізнення за клюзивністю (окремі слова для «ми» разом зі слухачем та «ми» без слухача). Це розрізнення збереглось лише у сванській. У сванській є й інші архаїзми з пракартвельської, що дало підстави вважати, що сванська відділилась від решти мов раніше: вже потім пракартвельська (карто-занська) розділилась на грузинську та занські мови (мегрельська та лазька).

## Фонологія

### Голосні
|                | Передні     | Передні | Задні     | Задні     | Задні   | Задні  |
| неокруглені    | неокруглені | Передні | округлені | округлені |         |        |
| короткі        | довгі       | короткі | довгі     | короткі   | довгі   |        |
| -------------- | ----------- | ------- | --------- | --------- | ------- | ------ |
| Високі         | (i [i])     |         |           |           | (u [u]) |        |
| Низько-середні | e [ɛ]       | ē [ɛː]  |           |           | o [ɔ]   | ō [ɔː] |
| Низькі         |             |         | a [ɑ]     | ā [ɑː]    |         |        |

### Приголосні
|              |              | Губні  | Ясенні     | Ясенні  | Ретрофлексні | Заясенні | Заясенні | Задньоязикові | Увулярні | Гортанні |
| прості       | сибілянти    | Губні  | центральні | бокові  | Ретрофлексні |          |          | Задньоязикові | Увулярні | Гортанні |
| ------------ | ------------ | ------ | ---------- | ------- | ------------ | -------- | -------- | ------------- | -------- | -------- |
| Носові       | Носові       | m [m]  | n [n]      |         |              |          |          |               |          |          |
| Проривні     | дзвінкі      | b [b]  | d [d]      | ʒ [d͡z]  | ʒ₁ [d͡ʐ]      | ǯ [d͡ʒ]   |          | g [ɡ]         |          |          |
| Проривні     | глухі        | p [p]  | t [t]      | c [t͡s]  | c₁ [t͡ʂ]      | č [t͡ʃ]   |          | k [k]         | q [q]    |          |
| Проривні     | абруптивні   | ṗ [pʼ] | ṭ [tʼ]     | c̣ [t͡sʼ] | c̣₁ [t͡ʂʼ]     | č̣ [t͡ʃʼ]  | ɬʼ [t͡ɬʼ] | ḳ [kʼ]        | q̇ [qʼ]   |          |
| Фрикативні   | глухі        |        |            | s [s]   | s₁ [ʂ]       | š [ʃ]    | lʿ [ɬ]   | x [x]         | x [x]    | h [h]    |
| Фрикативні   | дзвінкі      |        |            | z [z]   | z₁ [ʐ]       | ž [ʒ]    |          | ɣ [ɣ]         | ɣ [ɣ]    |          |
| Дрижачі      | Дрижачі      |        |            |         |              | r [r]    |          |               |          |          |
| Апроксиманти | Апроксиманти | w [w]  | l [l]      |         |              | y [j]    |          |               |          |          |

Розрізнення між [q] та абруптивним [qʼ] лишилась лише у сванській мові. Це розрізнення також існувало у давньогрузинській.